# Bargraphe
 (mars 2012).
Si vous disposez d'ouvrages ou d'articles de référence ou si vous connaissez des sites web de qualité traitant du thème abordé ici, merci de compléter l'article en donnant les références utiles à sa vérifiabilité et en les liant à la section « Notes et références ».
Un bargraphe (Bargraph en anglais) est un indicateur visuel de niveau d'un signal quelconque disponible sur de nombreux types de récepteurs grand public ou professionnels. Dans ce dernier cas, il s'agit souvent de valeurs standard étalonnées, graduées, voire précises, comme les divers mesureurs de champs ou de toutes autres données. La résolution d'un bargraphe ne doit pas être confondue avec sa précision. Les indications grand public sont quant à elles non-standardisées (non comparables scientifiquement parlant), l'importance des courses (et les pourcentages) étant à la discrétion du constructeur.

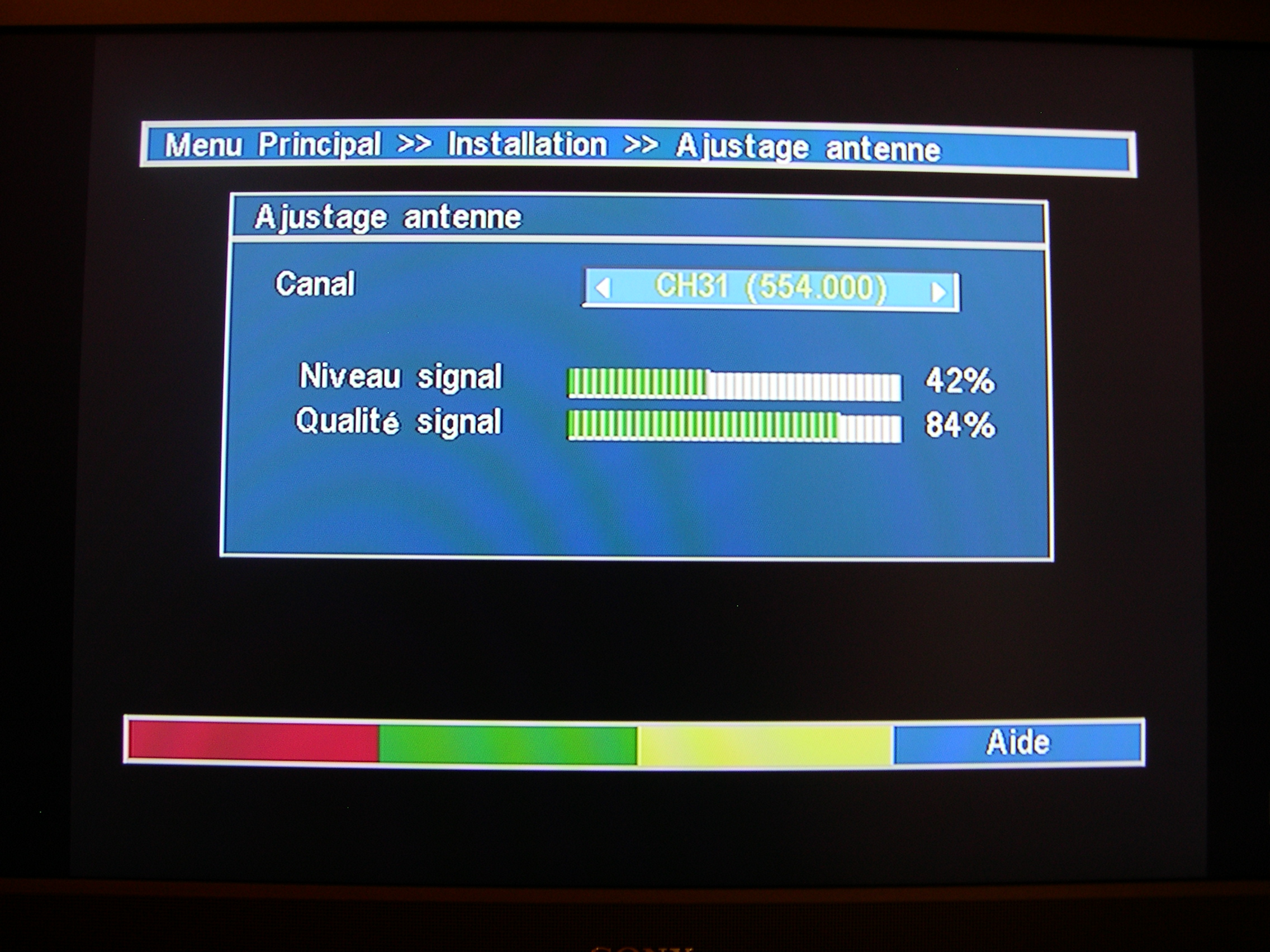
Bargraphes TNT

On trouve des bargraphes principalement dans les chaînes hifi, les téléphones portables, les adaptateurs pour télévision numérique terrestre (TNT), les terminaux satellites (TNS), le Wi-Fi. Ils peuvent être doubles, l'un pour l'intensité ou niveau du signal et l'autre pour la qualité du signal.
Les bargraphes peuvent se présenter sous la forme de barres graphiques d'intensité, longitudinales, ou d'une aiguille, voire d'une simple indication chiffrée ou exprimée en pourcentage, ou des pictogrammes particuliers.

## Exemple d'utilisation grand public
Pour diriger un râteau UHF vers un émetteur terrestre TNT ou pour pointer ( AZ/EL/CP) une parabole sur le satellite, on préfère s'appuyer sur le bargraphe « qualité » en faisant coïncider, si possible, avec la meilleure intensité du bargraphe niveau. Toutefois dans certains cas en réduisant le niveau de la porteuse, la qualité de cette dernière peut augmenter.
Le bargraphe, en Télévision numérique satellite, « qualité » est le signal démodulé, donc qui caractérise le plus ou moins grand nombre d'erreurs du flux numérique Mpeg 2 et 4. En DVB-S/S2 on note différentes sortes de modulation et aussi de redondances plus ou moins importantes pour la correction des erreurs ou code correcteur (en anglais Forward Error Correction ou FEC), la force du signal exprimé en % sur le bargraphe niveau et le % qualité sont non-corrélés.
Un fort signal avec une modulation à beaucoup d'états et utilisant un faible taux (2/3, 3/4, 5/6 et 7/8) de redondance pour la correction d'erreur, afin de passer plus de débit (SR), pourra avoir une qualité moindre qu'un signal faible utilisant une modulation basique robuste et un taux de redondance important.
Cela dit, on dispose de pointeurs d'antenne qui sont des accessoires d'aide au pointage/orientation des antennes TNT ou satellite, mettant en valeur la présence d'un quelconque signal hertzien dans une certaine largeur de bande passante, par exemple entre 470 et 860 MHz (TV Terrestre) ou 950 à 2150 MHz (B.I.S), sans toutefois pouvoir sélectionner un canal et paramètres précis. L'indication qui suit est donc toute relative, voire faussée. Ces pointeurs premiers prix, à partir de 8 €, doivent être utilisés avec des réserves techniques. Ils font l'objet d'un surexposition commerciale dans les sites spécialisés internet, mais les techniciens ne partagent pas cet engouement de particuliers pour des accessoires qualifiés de gadgets voire parfois inutiles.
En montant dans la gamme de prix, 60 €, on bénéficie de pointeurs satellites sélectifs et fiables permettant maintenant de disposer d'indications, certes toujours relatives, mais portant sur la qualité et l'intensité d'un signal venant d'un transpondeur défini (fréquence, polarisation, S/R, FEC particuliers) sur un satellite défini dans une liste pouvant en comporter 8, via 2 bargraphes usuels. Ces pointeurs avec tuner présentent des fonctionnalités identiques à celles des pointeurs intégrés dans quasiment tous les terminaux DVB-S/2 du commerce (Fransat ou Canalready).
Par exemple le SF-500 de chez HD Line se situe dans cette gamme de prix http://www.hdline.fr/satfinders-recherche-satellite/19-hd-line-sf-500-digital-satfinder-pointeur-satellite-finder-reglage-parabole.html il permet de cibler un transpondeur précis du satellite; évitant toute erreur quant au pointage vers un satellite voisin... L'utilisateur peut ajouter ou modifier les fréquences et valeur d'un transpondeur dans la liste. Le résultat est précis contrairement à une recherche manuelle par tâtonnement qui peut durer fort longtemps.

## Usages plus confidentiels
En continuant à monter dans la gamme (prix supérieur à 500 €), les premiers pointeurs à fonction mesureur-analyseur de signaux satellites sont disponibles. Ils permettent de fournir des paramètres décisifs étalonnés, comme les taux pre et post Viterbi, le rapport porteuse/bruit (C/N), le MER etc.